# Mark Geiger
Mark Geiger (Beachwood, Nueva Jersey, Estados Unidos; 25 de agosto de 1974) es un ex árbitro de fútbol estadounidense. Internacional desde 2008 hasta 2018 donde se retiró del arbitraje

## Carrera en el fútbol
Mark empezó a oficiar partidos en 1988 y se hizo árbitro nacional en 2003. Funcionando como árbitro en la Major League Soccer, la Concacaf Liga Campeones y varios partidos amistosos internacionales.
Fue árbitro central en el Campeonato Sub-20 de la Concacaf de 2011, donde pitó 3 partidos incluyendo la final que se jugó entre México vs. Costa Rica.
En la Copa Mundial de Fútbol Sub-20 de 2011, pitó los partidos Brasil contra Austria y Uruguay contra Camerún de la primera fase, en octavos de final pitó el partido España contra Corea del Sur y fue elegido para pitar la final de dicha competición, jugada entre Brasil y Portugal.
También pitó en el repechaje de ida entre OFC-Conmebol en Auckland, que resultó en el empate 0-0 entre Nueva Zelanda y Perú.

## Copa Mundial de la FIFA
| Copa Mundial de Fútbol de 2014 – Brasil | Copa Mundial de Fútbol de 2014 – Brasil | Copa Mundial de Fútbol de 2014 – Brasil | Copa Mundial de Fútbol de 2014 – Brasil | Copa Mundial de Fútbol de 2014 – Brasil | Copa Mundial de Fútbol de 2014 – Brasil  | Copa Mundial de Fútbol de 2014 – Brasil | Copa Mundial de Fútbol de 2014 – Brasil |
| Fecha                                   | Partido                                 | Sede                                    | Fase                                    | Amonestado                              | Otorgado · Otorgado otra vez · Expulsado | Expulsado                               | Anotado · Penal                         |
| --------------------------------------- | --------------------------------------- | --------------------------------------- | --------------------------------------- | --------------------------------------- | ---------------------------------------- | --------------------------------------- | --------------------------------------- |
| 14 de junio de 2014                     | Colombia 3 – 0 Grecia                   | Belo Horizonte                          | Fase de grupos                          | 3                                       | 0                                        | 0                                       | 0                                       |
| 18 de junio de 2014                     | España 0 – 2 Chile                      | Río de Janeiro                          | Fase de grupos                          | 3                                       | 0                                        | 0                                       | 0                                       |
| 30 de junio de 2014                     | Francia 2 – 0 Nigeria                   | Brasília                                | Octavos de final                        | 1                                       | 0                                        | 0                                       | 0                                       |
| Copa Mundial de Fútbol de 2018 – Rusia  |                                         |                                         |                                         |                                         |                                          |                                         |                                         |
| Fecha                                   | Partido                                 | Sede                                    | Fase                                    | Amonestado                              | Otorgado · Otorgado otra vez · Expulsado | Expulsado                               | Anotado · Penal                         |
| 20 de junio de 2018                     | Portugal 1 – 0 Marruecos                | Moscú                                   | Fase de grupos                          | 2                                       | 0                                        | 0                                       | 0                                       |
| 27 de junio de 2018                     | Corea del Sur 2 – 0 Alemania            | Kazán                                   | Fase de grupos                          | 4                                       | 0                                        | 0                                       | 0                                       |
| 3 de julio de 2018                      | Colombia 1 – 1 Inglaterra               | Moscú                                   | Octavos de final                        | 8                                       | 0                                        | 0                                       | 1                                       |

## Actuaciones polémicas
Su carrera está marcada por varias polémicas:
- Mark Geiger se hizo conocido por la cuestionada actuación que tuvo en el partido amistoso del 14 de noviembre de 2012 entre Colombia y Brasil en Nueva Jersey, donde sancionó un penalti polémico para Brasil, que al final terminaría tirándolo Neymar por encima del arco. Curiosamente, pitó el partido entre Colombia vs. Grecia, el de España vs. Chile y Francia vs. Nigeria (octavos de final), partidos pertenecientes al campeonato mundial de Fútbol Copa Mundial de Fútbol Brasil 2014.

- La actuación de Geiger fue cuestionada nuevamente el 22 de julio de 2015, cuando ofició el partido por semifinales de la Copa Oro de la Concacaf 2015 entre México y Panamá.[1] Durante ese encuentro, Geiger pitó dos penaltis dudosos, uno de ellos a los 89 minutos cuando Panamá ganaba por 1-0, permitió que México avanzara en tiempo de prórroga a la final de la decimotercera edición de la Copa Oro. Andrés Guardado empató a los 90 minutos tras esa presunta mano en el área del defensor Román Torres. El mismo Torres, capitán de Panamá, había marcado de cabeza a los 56 minutos el gol que parecía llevar a su país a la tercera final de la Copa Oro. Tras 15 minutos de confusión en los que varios jugadores panameños amenazaron con abandonar la cancha del estadio Georgia Dome, de Atlanta, Guardado cambió por gol el penalti y con el 1-1 al final del tiempo reglamentario la serie pasó a una prórroga de treinta minutos y fue allí donde México avanzó a la final. Todo eso provocó, incluso, que la comisión disciplinaria de la Concacaf sancionara a la Federación Panameña de Fútbol por la pancarta que mostraron los jugadores en forma de protesta contra la Concacaf en que mencionaba "Concacaf - Ladrones - Corruptos".

El presidente interino de la Concacaf, el hondureño Alfredo Hawit, envió el 25 de julio de 2015 un comunicado oficial donde subraya que el árbitro estadounidense Mark Geiger aceptó que se equivocó en el partido donde México venció a Panamá y clasificó a la final de la Copa Oro. "Nos hemos reunido con los directivos del Departamento de Arbitraje y el árbitro Mark Geiger. El señor Geiger, uno de los mejores árbitros de la región con vasta experiencia internacional y una trayectoria reconocida, aceptó que hubo errores arbitrales durante el partido del pasado miércoles que afectaron el resultado del encuentro", dice el comunicado.
El hecho fue tan polémico y bochornoso que la prensa mexicana y muchas figuras tanto de los medios como del ámbito de la farándula pidieron perdón al seleccionado centroamericano por el dudoso penal que ayudó al combinado azteca a clasificar a la final de la Copa Oro 2015 de la Concacaf, además que criticaron la actuación de Andrés Guardado que aunque dudó en cobrar los penales según declaraciones hechas por él, lo hizo en vez de preferir en jugar el juego limpio.
Una nueva polémica rodeó al árbitro durante la administración del partido de octavos de final de la Copa Mundial de Rusia 2018 entre Colombia e Inglaterra. El capitán de Colombia, Radamel Falcao, y el técnico José Pékerman acusaron a Geiger de favorecer al equipo de Inglaterra durante el juego. Diego Maradona también reclamó el favoritismo de Geiger, citando que "el penalti a favor de Inglaterra fue una decisión terrible y que el árbitro ganó el partido para Inglaterra" y que Colombia fue víctima de un "robo monumental".